# Duarte Nunes

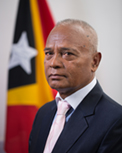
Duarte Nunes

Duarte Nunes (* 7. Mai 1953 in Lospalos, Portugiesisch-Timor) ist ein Politiker aus Osttimor. Er ist Mitglied der Partei Congresso Nacional da Reconstrução Timorense (CNRT). Seit 2007 ist Nunes Abgeordneter des Nationalparlaments Osttimors.

## Werdegang
Die Sekundärschule des Priesterseminars Nossa Senhora da Fatima in Dare beendete Nunes 1971 nach der fünften Klasse. Er arbeitete von 1972 bis 1973 als Beamter der portugiesischen öffentlichen Dienst der Kolonialregierung und war von 1973 bis 1975 Leiter der Abteilung Programme und Beschaffung des Sekretariats der Provinz Portugiesisch-Timor Furriel Miliciano (1973–1975). Von 1975 bis 1979 kämpfte Nunes gegen die indonesischen Invasoren als Kommandant der Widerstandszone Atsabe, zweiter Kommandant der Region Bobonaro und Mitglied des Kommandos Sektor F Nord. Von 1983 bis 1999 arbeitete er als Beamter im indonesischen Besatzungsregime. Von 2000 bis 2001 war Nunes Kommissar der Comissão da Função Pública (CFP) unter der UN-Verwaltung, von 2003 bis 2005 war Nunes Mitglied des Prüfungsausschusses (Comissão de Verificação).
Seit 2007 ist Nunes stellvertretender Generalsekretär des CNRT und Abgeordneter im Nationalparlament. Dort war er von 2012 bis 2017 der stellvertretende Leiter des parlamentarischen Ausschusses für Außenangelegenheiten, Verteidigung und Nationale Sicherheit (Ausschuss B hinter Lurdes Maria Bessa von der Partido Democrático PD). Zudem war Nunes Präsident der Gruppe der befreundeten Parlamentarier Osttimors und Portugals sowie von 2012 bis 2017 Präsident des Kontrollrats des Serviço Nacional de Inteligência (SNI).

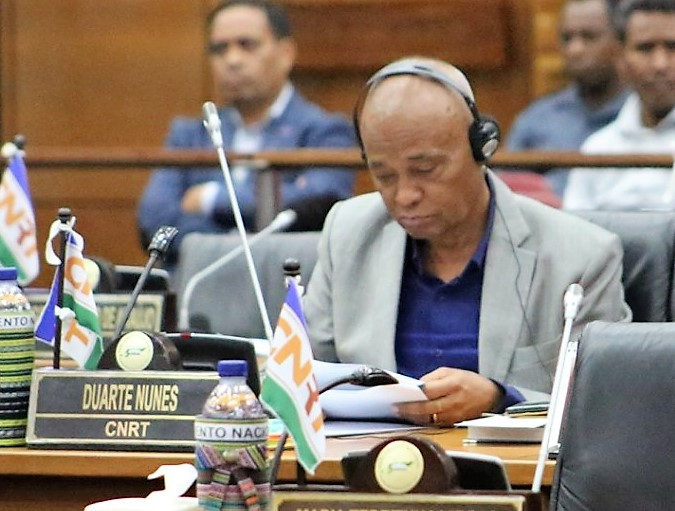
Duarte Nunes im Parlament (2020)

Am  5. Mai 2016 wurde Nunes zum stellvertretenden Parlamentspräsidenten gewählt. Dies blieb er bis zum Beginn der neuen Legislaturperiode 2017.
Auf Listenplatz 14 des CNRT gelang Nunes bei den Parlamentswahlen in Osttimor 2017 der Wiedereinzug als Abgeordnete in das Nationalparlament Osttimors. Hier war er Mitglied in der Kommission für Infrastruktur, Transport und Kommunikation (Kommission E). und ab September 2017 Ersatzdelegierter der nationalen Gruppe des Nationalparlaments bei der parlamentarischen Versammlung der Gemeinschaft der Portugiesischsprachigen Länder (CPLP). Nach der Auflösung des Parlaments 2018 trat Nunes bei den Neuwahlen am 12. Mai auf Listenplatz 17 der Aliança para Mudança e Progresso (AMP) an, zu der auch der CNRT gehört, und zog erneut in das Parlament ein. Er wurde Chef der CNRT-Fraktion und Mitglied in der Kommission für Öffentliche Finanzen (Kommission C).
Bei den Parlamentswahlen 2023 erhielt Nunes Platz 4 auf der Liste des CNRT und wieder einen Sitz im Nationalparlament. 2023 wurde Nunes von Staatspräsident José Ramos-Horta zum Mitglied des Konsellu Superior Defeza no Seguransa ernannt.